# Protosirenidae
Protosirenidae (лат.) — семейство вымерших водных млекопитающих из отряда сирен. В отличие от современных сирен, представители этого семейства обладали развитыми конечностями и могли перемещаться по суше.
Ископаемые остатки Protosirenidae найдены в эоценовых отложениях на территории Африки, Евразии и Северной Америки.

## Классификация
Согласно исследованию Zouhri, Zalmout и Gingerich (2022), семейство Protosirenidae включает 3—4 рода:
- Ashokia Bajpai et al., 2009 (?)
- Dakhlasiren Zouhri et al., 2022
- Libysiren Domning et al., 2017
- Protosiren Abel, 1904